# Пертту Ківілааксо

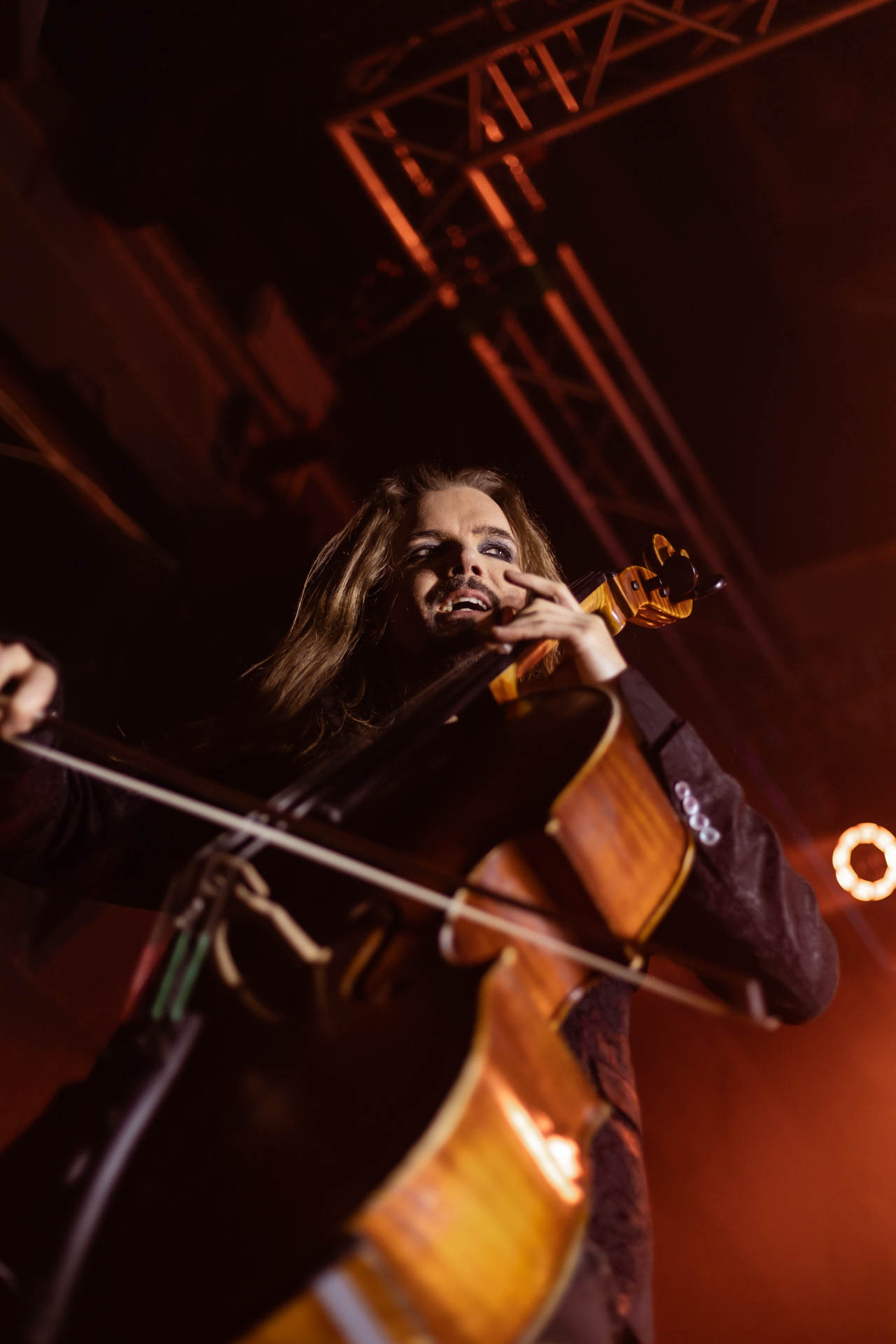
Apocalyptica 2023 Poland

Пе́ртту Ківіла́аксо (фін. Perttu Päivö Kullervo Kivilaakso)  — віолончеліст фінського гурту Apocalyptica.

## Біографія
Так само як і друзі з гурту Апокаліптика, Пааво Лотйонен і Ейкка Топпінен, закінчив Академію імені Сібеліуса у Гельсінкі.
Пертту грає на німецькій віолончелі XIX століття. Грати на віолончелі він почав із п'яти років, а до Апокаліптики долучився в часі запису третього альбому гурту — Cult.
Пертту грав у складі гурту в 1995 році, проте пізніше зосередився на навчанні й не почав разом з Апокаліптикою професійну діяльність. Наприкінці 1999 року він повернувся, замінивши Антеро Маннінен, котрий пішов грати у класичному оркестрі.
Ківілааксо отримав багато нагород за час кар'єри класичного віолончеліста. Серед них здобуття третього місця на другому всесвітньому змаганні International Paulo Cello Competition у 1996 році у віці 18 років. Скоро після цього він отримав пожиттєве місце у Оркестрі Гельсінської філармонії, де його батько також є віолончелістом. В часі його турне з Апокаліптикою було незрозуміло, чи він лишає оркестр чи ні, проте у 2007 році він ухвалив рішення на користь гурту.
Пертту Ківілааксо написав музику для відеогри Max Payne 2: The Fall of Max Payne, кількох документальних фільмів й також створив кілька композиції Апокаліптики, зокрема «Conclusion», «Farewell», та «Beautiful».
Ківілааксо є любителем опери, у його великій колекції оперних записів знаходиться багато раритетів. Його улюбленим композитором є Джузеппе Верді, а улюблена опера — «Трубадур».
Пертту Ківілааксо зараз є зарученим.

## Інструмент
Віолончель: Luis and Clark carbon fibre 2004 року 
Віолончель: "Der Herzbrecher" 19ст.
1. ↑  Montreux Jazz Festival Database